# Justin Spinelli
Justin Spinelli (* 31. August 1979 in Portland) ist ein ehemaliger US-amerikanischer Cyclocross- und Straßen-Radrennfahrer.
Justin Spinelli wurde 1999 US-amerikanischer Vizemeister im Cross der U23-Klasse. Im selben Jahr fuhr er für das Mercury Cycling Team als Stagiaire und im nächsten Jahr wurde er Profi bei Farm Frites. In seinem ersten Profijahr nahm er gleich am Giro d’Italia teil, beendete das Rennen aber auf der elften Etappe. Danach wechselte er für zwei Jahre zu Saeco und später fuhr er für die US-amerikanischen Teams Navigators, Nerac und Kelly Benefit Strategies-Medifast. 2007 gewann er das Crossrennen North Carolina Grand Prix 1 in Hendersonville (North Carolina).

## Erfolge – Cross
2007/2008
- North Carolina Grand Prix 1, Hendersonville

## Teams
- 1999 Mercury Cycling Team (Stagiaire)
- 2000 Farm Frites
- 2001 Saeco
- 2002 Saeco
- 2003 Navigators Cycling Team
- 2006 Nerac/OutdoorLights.com
- 2007 Kelly Benefit Strategies-Medifast
- 2008 Kelly Benefit Strategies-Medifast
- 2009 DLP Racing (bis 29.06.)
- 2009 Kenda-Spinergy (ab 30.06.)